# Heckler & Koch G3

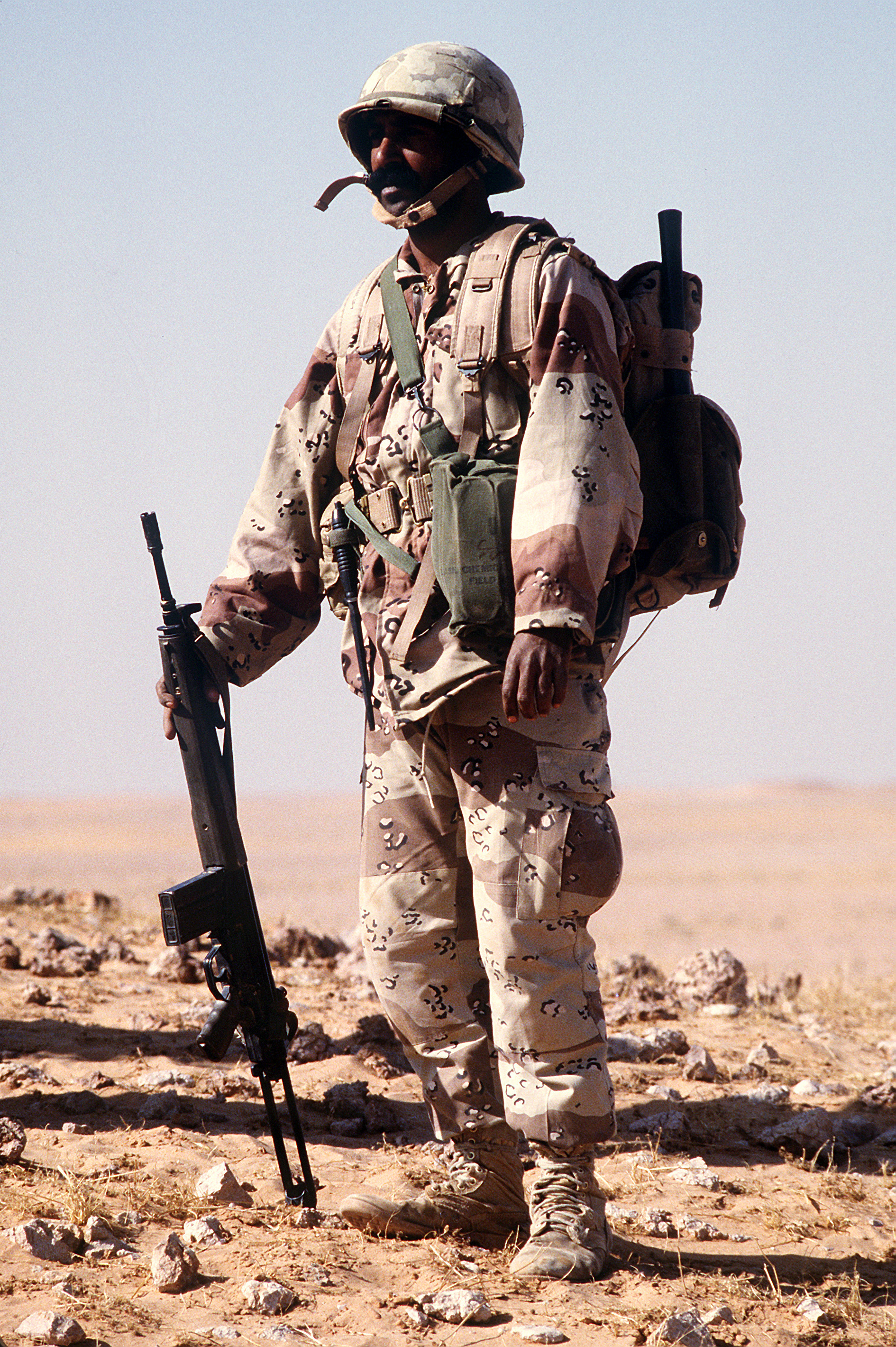
Szaúdi katona G3A4 gépkarabéllyal

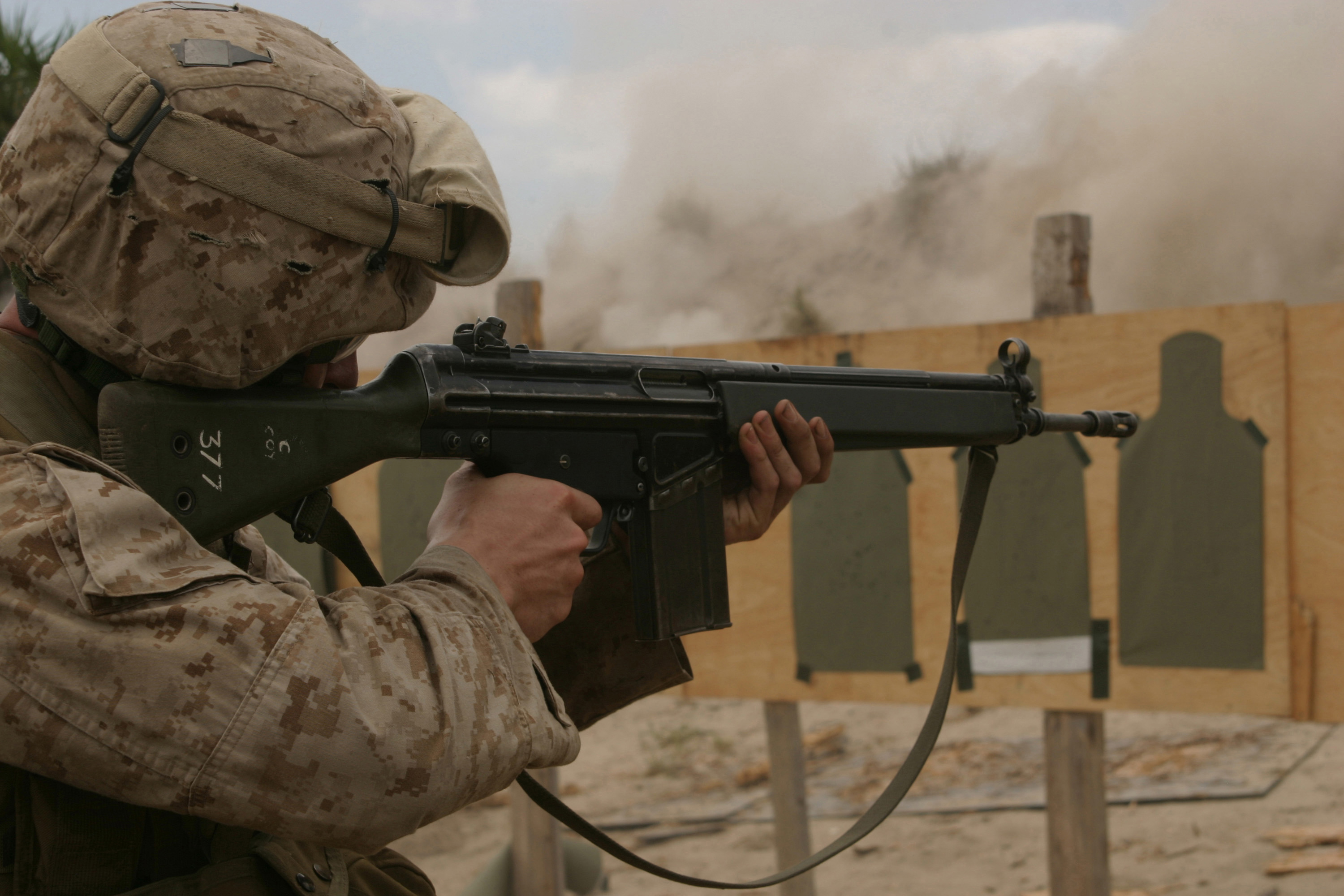
Amerikai tengerészgyalogos lőgyakorlaton

A G3 (Gewehr 3) a Spanyolországi CETME (Centralo de Estudios Tecnicos de Materiales Especiales) által kifejlesztett és a Németországi Heckler & Koch közreműködésével gyártott 7,62 mm-es gépkarabély.

## Történet
A G3 gépkarabély története a második világháborúig nyúlik vissza. A háború végén a mérnökök egy olyan fegyver kifejlesztésén dolgoztak, ami olcsó, nem igényel bonyolult gyártástechnológiát és anyagokat, megbízható, de nem feltétlenül hosszú élettartamú. A görgőkkel késleltetett tömegzár prototípusán az oberdorfi Mauserwerke mérnökei dolgoztak, de a Sturmgewehr 45 gyártására a háború végéig nem került sor. A Mauserwerke tervezőmérnöke Ludwig Vorgrimmler a háború után a CETME kutatóintézetben folytatta a késleltetett tömegzár tökéletesítését.
A prototípus kifejlesztése után a spanyol kormány az oberdorfi Heckler & Koch GmbH-t kérte fel a fegyver gyártásának megszervezésére. Németország hadserege, a Bundeswehr, a fegyvert 1959-ben G3 jelzéssel állította hadrendbe.

## Szerkezeti kialakítása
A fegyver késleltetett tömegzáras kialakítású, a lövés során a csőben uralkodó gáznyomás hatására fellépő erő hat a zárt állapotú zártömbre, amely a görgőkön keresztül elmozdítja a záróéket, ami rövid hátramozgás után magával vonja a zártömböt. Amikor a zártömb elkezdi a hátrafelel mozgást, a lövedék már elhagyja a fegyvert, a töltényűr nyomása visszaesik a légköri nyomás szintjére, a zártömbbe épített hüvelykivonó üríti a töltényűrt, a zártömb hátranyomja a kakast, a zárvezető előre mozog a tárból a legfelső töltényt a töltényűrbe tolja és a görgőket a tok üregébe kényszeríti. Sorozatlövésre állított fegyverben a lövési folyamat addig ismétlődik, amíg töltény van a tárban vagy a lövész el nem engedi az elsütőbillentyűt.

## Alkalmazó országok
A G3 karabélyt közel ötven országban rendszeresítették, és gyártják (merev és betolható válltámasszal, céltávcsővel, más űrméretekben).
Korábbi alkalmazók:
- Kolumbia
- Dominikai Köztársaság
- Franciaország
- Haiti
- Fülöp-szigetek
- Svédország
- Egyesült Királyság

NATO:
- Dánia
- Észtország
- Németország
- Görögország
- Litvánia
- Norvégia
- Portugália
- Törökország
- Amerikai Egyesült Államok
- Albánia

nem NATO országok:
- Afganisztán
- Banglades
- Bolívia
- Brazília
- Chile
- Ciprus
- El Salvador
- Irán
- Indonézia
- Kenya
- Kuwait
- Mexikó
- Myanmar
- Nigéria
- Pakisztán
- Paraguay
- Peru
- Szaúd-Arábia
- Szudán
- Thaiföld